# 体味与性吸引力
研究發現，體味与性吸引力关系密切。有些人能够在潜意识下通過体味识别理想的交配对象，以便生育出更优的后代。潜在交配对象的体味有对其基因质量优劣、身体健康状况以及繁殖成功几率的强烈暗示作用。体味可以通过人类生物学机能、月經週期以及波动性不对称在内的多个途径来影响性吸引力。研究表明，對一些异性恋女性來說，体味对性吸引力的影响相對於其他因素來說更为重要。有些接受调查的女性表示，体味对于性吸引力的影响要比外貌还要大。人类能够被潜在交配对象吸引的因素绝不仅限于视觉和语言交流。